# Monte Mostarico
Il monte Mostarico è un rilievo della catena orientale del massiccio del Pollino, situato al confine fra i territori di Albidona e Trebisacce, in provincia di Cosenza.

## Etimologia
Probabilmente il nome "Mostarico" deriva dal latino "mons" (monte) e "agaricum" (fungo), cioè "monte dei funghi". Infatti nei boschi di Mostarico vengono raccolte in molti periodi dell'anno diverse specie di funghi; il più rinomato in questi boschi è il lactarius deliciosus, conosciuto come rosito e chiamato nel dialetto locale cummarìnë.

Il nome Mostarico potrebbe anche derivare da "mosto", in quanto in passato le poche terre fertili erano adoperate come vigneti, per la produzione di un modesto vino locale.

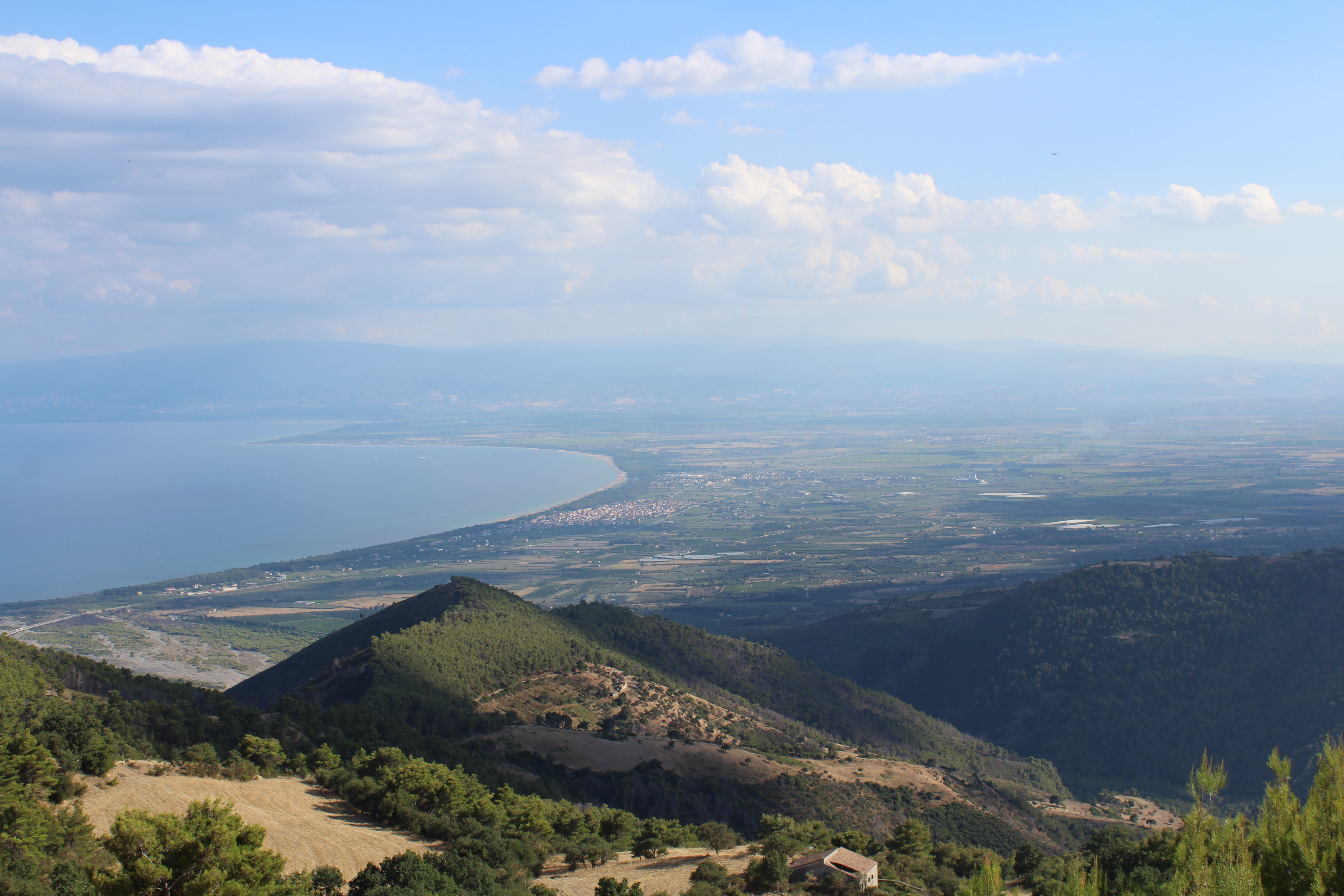
Veduta panoramica dalla vetta del monte Mostarico.

## Territorio
Il rilievo è alquanto scosceso e argilloso, povero di terreni coltivati, ma ricco di boschi, molti dei quali sono stati distrutti negli ultimi anni da numerosi incendi dolosi.
Il crinale di Mostarico si diparte dai rilievi su cui si erge l'abitato di Albidona, elevandosi in tre cime principali:
- Timpone Sant'Elia (739 m);
- Timpone Visciglie (744 m);
- Monte Mostarico (774 m).

Quest'ultimo domina dall'alto l'abitato di Trebisacce, il cui territorio si sviluppa seguendo un notevole dislivello che in pochi chilometri conduce direttamente al livello del mare.
Dalla sua vetta, sebbene di modesta altezza, si può scorgere un panorama mozzafiato, offrendo la possibilità di spaziare l'occhio su tutto il golfo di Corigliano e la piana di Sibari. Da qui si intravedono, in condizioni climatiche ottimali, anche i monti della Sila e il Massiccio del Pollino, con il Monte Sparviere, il monte Sellaro e la Serra Dolcedorme e naturalmente i centri abitati di Albidona, Trebisacce (con cui Albidona condivide il versante sud-orientale del rilievo), Villapiana, Plataci e Sibari vicinissimi alla vista.

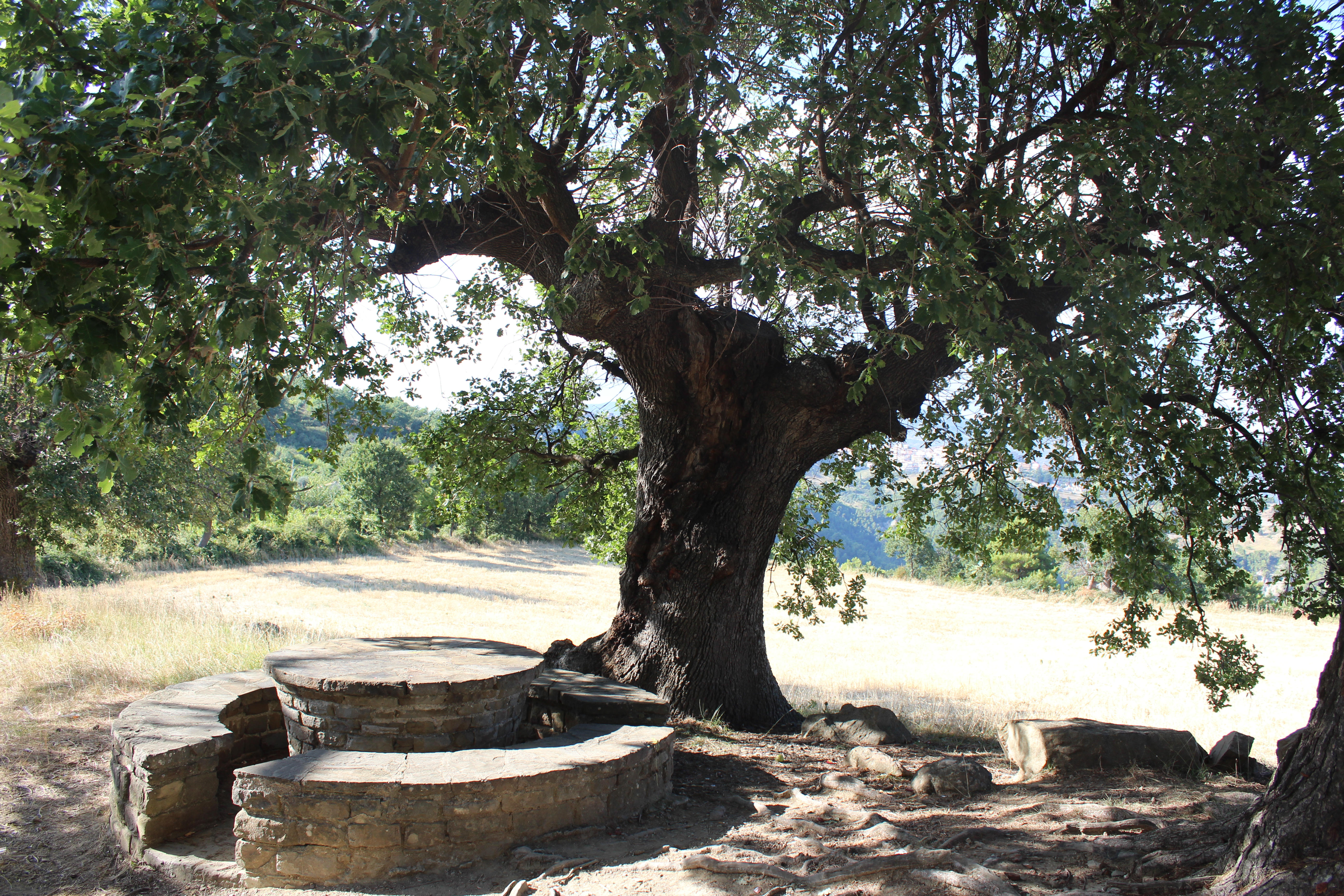
Verde attrezzato in località Mastimaiòrë.

### Verde attrezzato diMastimaiòrë
Sulla strada interpoderale che conduce da Albidona al Monte Mostarico, si trova un'area picnic di verde attrezzato. Essa è collocata in località Mastimaiòrë, nei pressi del timpone Sant'Elia (739 m), la seconda cima della dorsale montuosa che dall'abitato conduce al Monte Mostarico, estrema appendice del Pollino orientale. L'area è dotata di tavoli e sedili in pietra locale, oltre che di una postazione barbecue.
Da questa posizione è possibile godere di una suggestiva e singolare veduta panoramica di tutto l'abitato di Albidona, rendendo il posto meta di tanti fotografi.

### La cappella di Sant'Elia
Nella Platea della Chiesa Madre e del Rev. Clero di Albidona (foglio 33, retro), datata 1740, si fa riferimento a una cappella collocata sul timpone Sant'Elia, dove nel mese di luglio si celebrava la "festività del Rev. Clero", "con prima vespero, e messa cantata semplice, di giorno...", per la cui funzione la Chiesa Madre di San Michele Arcangelo versava annualmente dieci carlini.
Oggi della cappella non è rimasta alcuna traccia.

### I monoliti di Mostarico
Poco più a valle della vetta del Monte Mostarico, tra le contrade Vigna dei Preti e Valle del Pozzo, si ergono imponenti monoliti, immersi in un rigoglioso bosco di pini d'Aleppo.
Si tratta di formazioni monumentali attigue fra loro certamente così posizionate soltanto in modo casuale. Poco più a valle, dirigendosi verso la Timpa gaida e la Scala di Francomano, si erge un altro monumento naturale: la Pioca di Marco Tucci ("A pijòchë i March'i Tuccï").

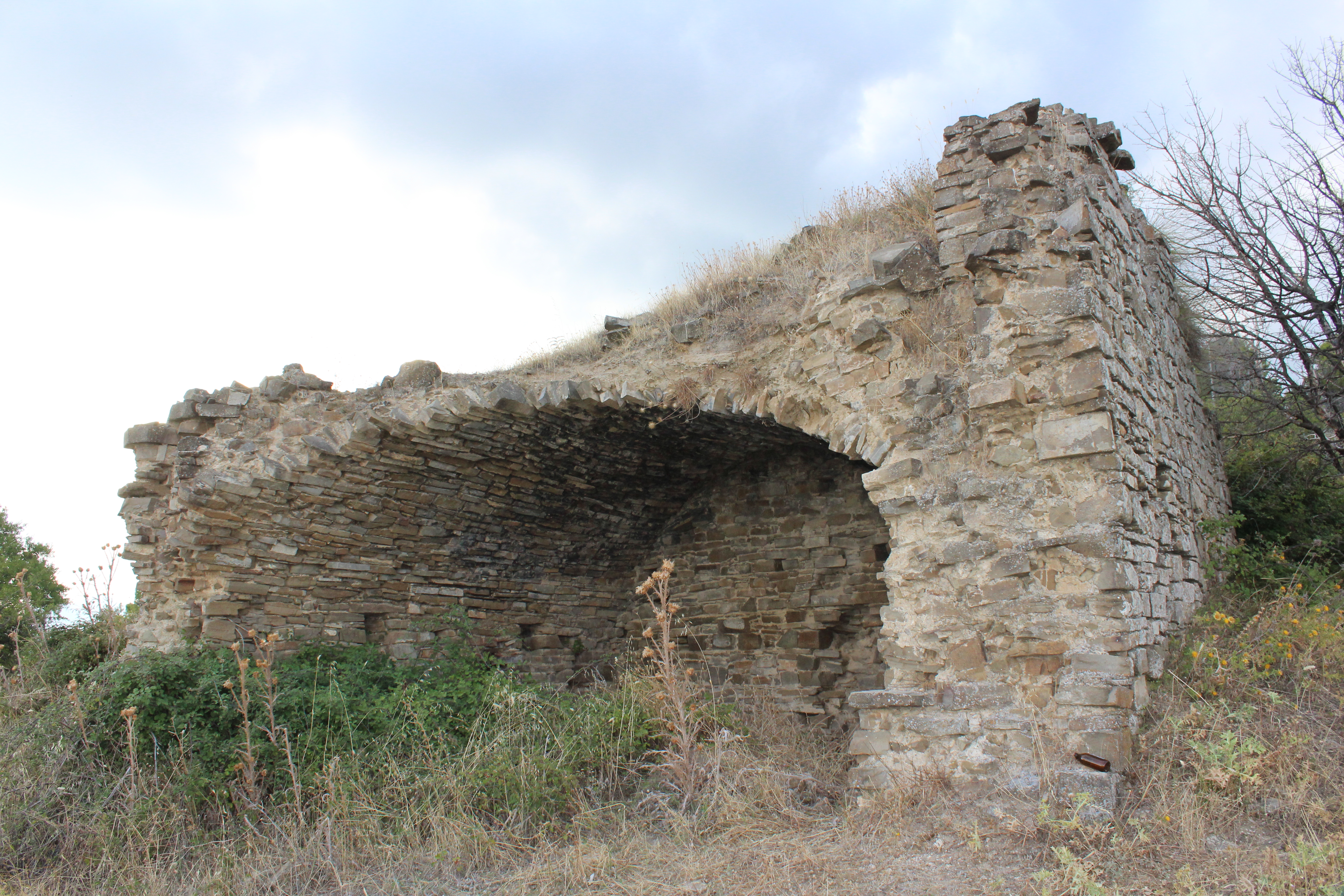
Ruderi della Torre Petagna.

### LaTorre Petagna
Nei pressi della vetta ospita i ruderi di un'antica torretta di avvistamento, la Torre Petagna (o Pitagna), di forma quadrangolare, costruita di certo per l'ottimale posizione su cui sorge, da cui è possibile osservare tutta la piana di Sibari e il mare Jonio.

## Galleria d'immagini

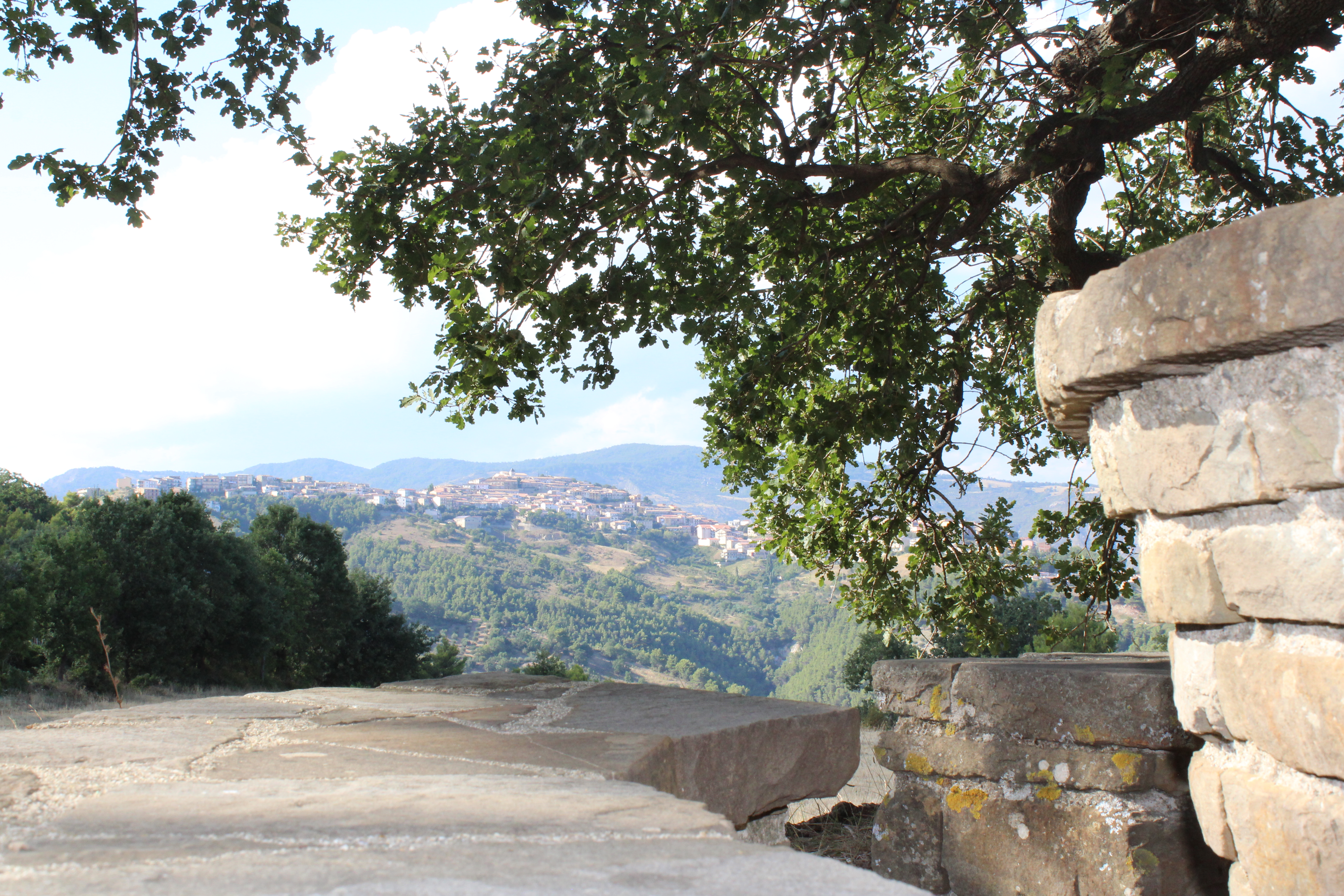
Veduta di Albidona dall'area di verde attrezzato di Mastimaiòrë.
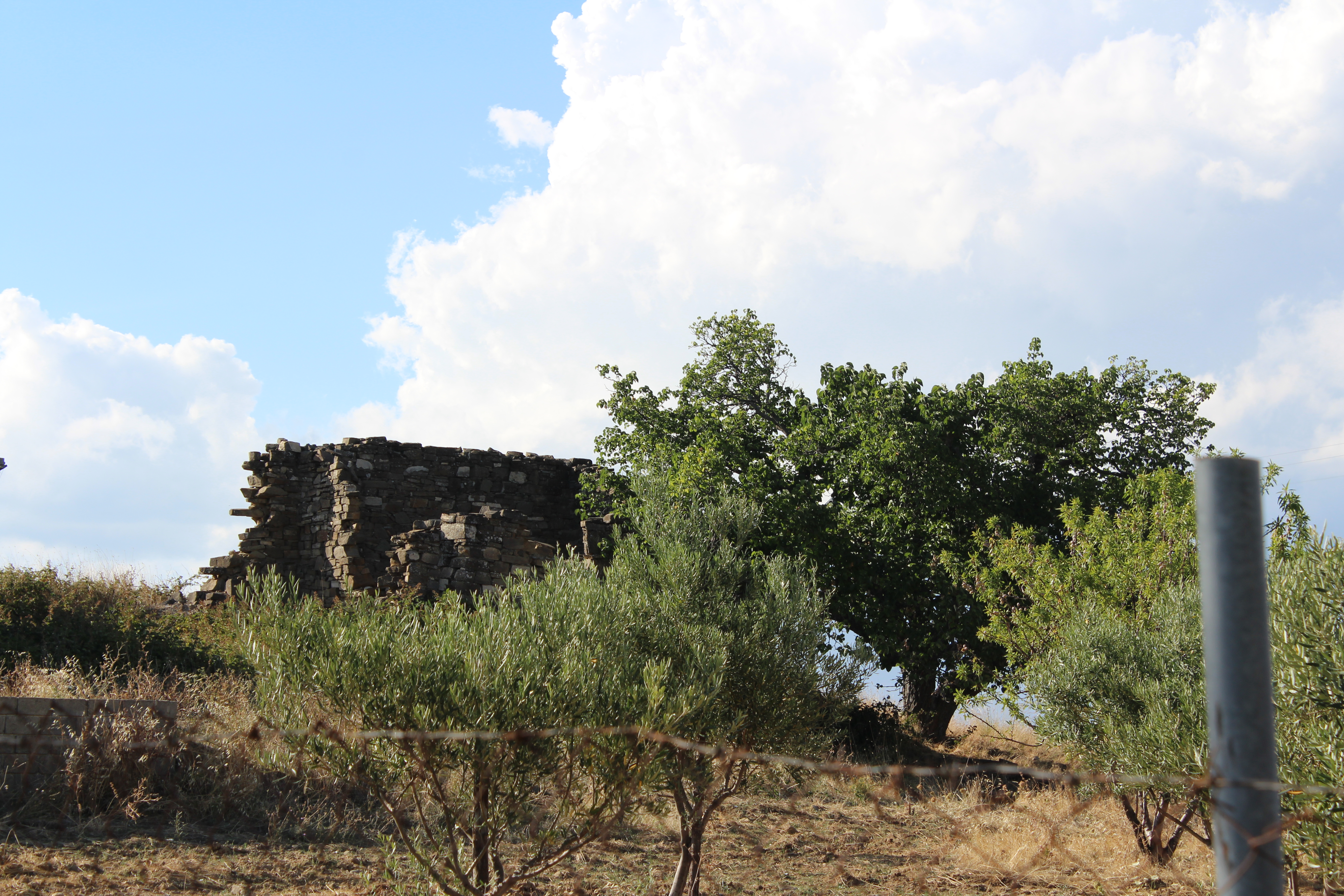
Vecchio casolare in pietra a secco, collocato lungo la strada interpoderale che conduce sul monte Mostarico.
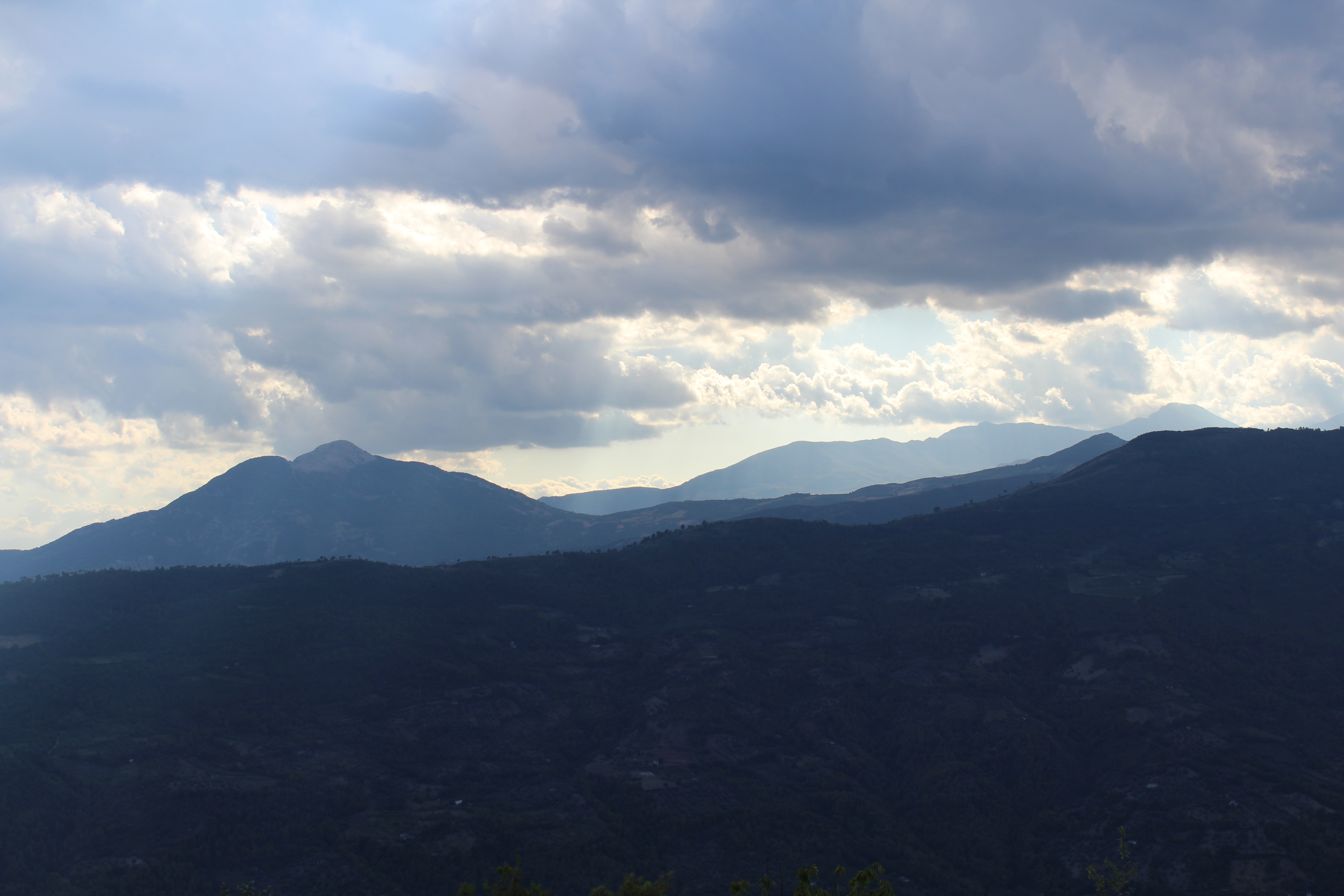
Veduta del monte Sellaro e della Timpa di San Lorenzo dalla vetta del monte Mostarico.
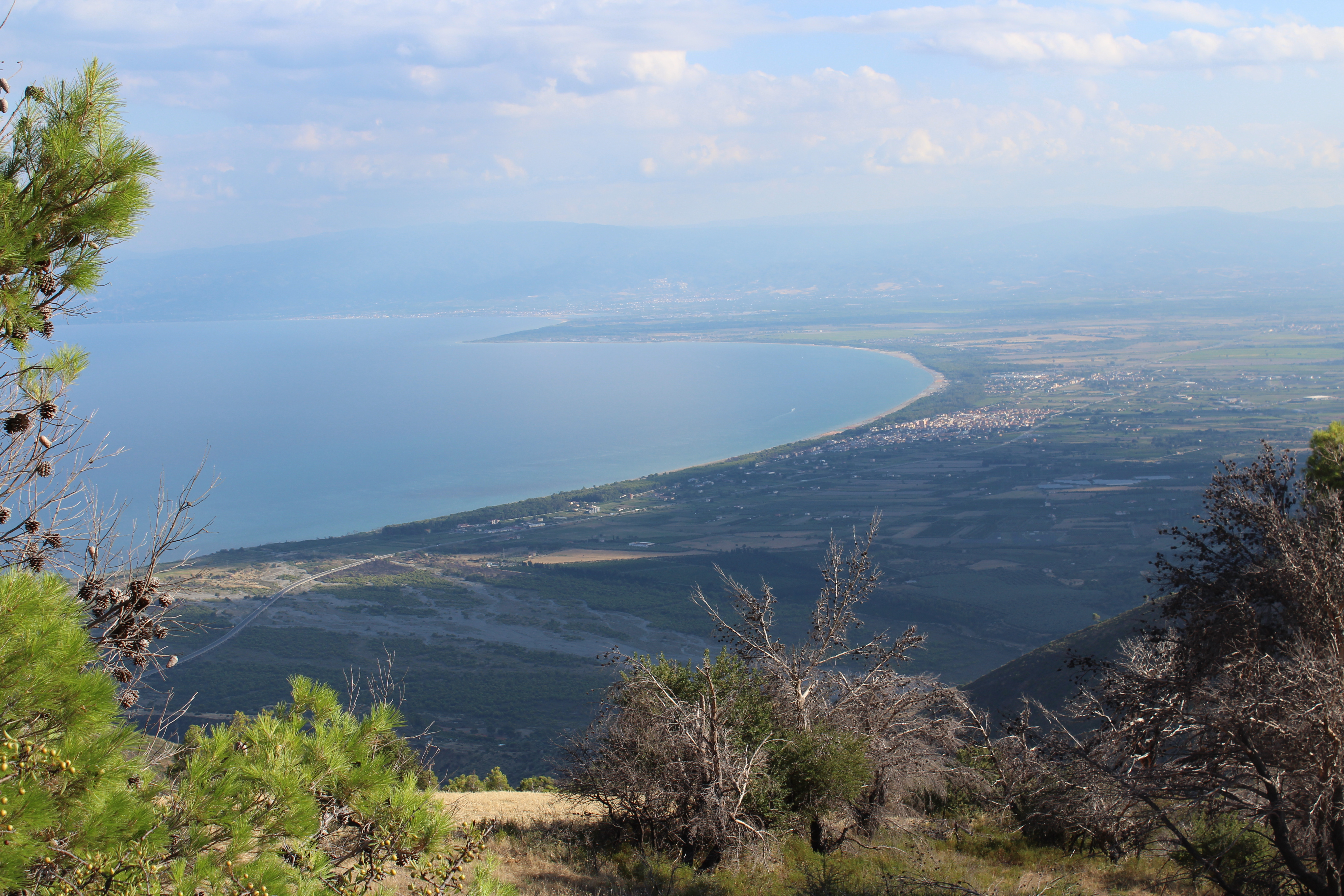
Foce del torrente Saraceno, al confine fra i territori di Trebisacce e Villapiana, vista dalla vetta del monte Mostarico.